# Думбрава (Арад)
Думбрава (рум. Dumbrava) насеље је у Румунији у округу Арад у општини Плешкуца. Oпштина се налази на надморској висини од 254 m.

## Историја
По "Румунској енциклопедији" место се први пут тако назива 1697. године.

## Становништво
Према подацима из 2002. године у насељу је живело 97 становника, од којих су сви румунске националности.